# Æthelweard (roi d'Est-Anglie)
Pour les articles homonymes, voir Æthelweard.
Æthelweard est roi d'Est-Anglie au milieu du IXe siècle.

## Biographie
Comme son prédécesseur Æthelstan, Æthelweard n'est connu qu'à travers les pièces de monnaie frappées en son nom. Elles permettent de dater son règne du milieu du IXe siècle, entre 845 et 855 environ. Les Annales de St Neots rapportent que son successeur Edmond est sacré à la Noël 855.